# Гостинка
Гостинка (рос. Речка Гостенка) — річка в Росії у Бєлгородському районі Бєлгородської області. Права притока річки Везелки (басейн Азовського моря).

## Опис
Довжина річки приблизно 20,47 км, найкоротша відстань між витоком і гирлом — 16,97  км, коефіцієнт звивистості річки — 1,21 . Формується багатьма безіменними струмками та загатами.

## Розташування
Бере початок на південно-західній околиці села Угрим. Тече переважно на північний схід понад селом Красне і в південно-західній частині міста Бєлгород впадає у річку Везелку, праву притоку Сіверського Дінця.

## Цікаві факти
- Біля витоку річки на правому березі розташований Уримський заказник[3].